# 宋世良
宋 世良（そう せいりょう、生没年不詳）は、北魏末から北斉にかけての官僚・軍人・政治家。字は元友。本貫は広平郡列人県。

## 経歴
宋毓の子として生まれた。南兗州にいた伯父の宋翻に従って、たびたび戦功を挙げた。孝荘帝が爾朱栄を失脚させるため、臨淮王元彧に上洛を求めると、梁郡にいた元彧は病と称して応じず、南兗州から世良を都督として呼び寄せた。世良は三策を述べて上洛を志願したが、元彧に聞き入れられなかった。ほどなく世良は殿中侍御史となり、河北の括戸を調査して、多くの浮民を捕らえた。洛陽に帰る途中、汲郡の城のそばで多くの骸骨を見たため、州郡に文書を送って、遺骸を全て収容し葬らせた。洛陽に帰ると、孝荘帝にその労をねぎらわれた。
清河郡太守に任じられて出向した。世良は才知と識見に優れており、とくに統治を得意としていたため、郡に着任してしばらくすると、その名声は高まった。郡の東南に曲堤があり、成公の姓族がここに居すわり、盗賊たちが多く集まっていた。当時の人が「むしろ東呉の会稽に渡ったほうがましで、成公の曲堤を通ってはいけない」と語るほど治安が悪かった。世良が八条の制を施行すると、盗賊たちは他の地域に逃れていった。民は「曲堤が険阻でも賊に何の利益があろうか。ただ宋公自らがひそかに行動した痕跡があるだけだ」と謡った。北斉の天保年間に大赦があったが、清河郡には一人の囚人もいなかったため、官吏たちはただ詔を拝受するだけであった。獄中には稲孫が生え、桃の樹や蓬蒿（シュンギク）だらけになるほどであった。毎日官衙の門はうら寂しく、再度訴訟する者はいなかった。老人の丁金剛が世良の前で「わたしは年90になり、35人の太守の政治を記憶しています。あなたはただ善政ではなかったが、清廉さは徹底していました。いま賢明なあなたを失ったら、民はどうすればいいでしょうか」と言って泣いたという。世良は東郡太守に任じられ、在官のまま死去した。信州刺史の位を追贈された。編著に『字略』5篇・『宋氏別録』10巻があった。

## 子女
- 宋伯宗（侍御史となった。学問を好み、多くの編著があった。北斉が滅ぶと、官に仕えなかった。隋の大業初年に家で死去した）
- 宋朝基（五男、宋世良の弟の宋世軌の後を嗣いだ）

## 伝記資料
- 『北斉書』巻46 列伝第38
- 『北史』巻26 列伝第14